# Troika (Fahrgeschäft)
Troika ist ein Fahrgeschäft, das als eines der ersten Fahrgeschäfte von der Bremer Firma HUSS Maschinenfabrik GmbH & Co. KG 1973 auf den Markt gekommen ist und als stationäre Parkversion oder transportable Reiseversion angeboten wurde. 

## Aufbau
Das Fahrgeschäft Troika besteht aus drei Hubarmen, die auf der einen Seite an einem drehbaren Mittelbau befestigt sind und auf der anderen Seite sich eine sternformartige Rahmenkonstruktion befindet, an deren Umfang je sieben Fahrgastgondeln pendelnd im Kreis aufgehängt sind. In jeder Gondel können maximal zwei Personen nebeneinander sitzend mitfahren, so dass pro Fahrt maximal 42 Personen mitfahren können. Gesichert werden die Fahrgäste während der Fahrt von einem Haltebügelsystem, das sich in fünf Positionen einrasten lässt.

## Fahrweise
Sobald die Fahrt beginnt, drehen sich die Gondeln gemeinsam im Kreis gegen den Uhrzeigersinn, während sich der Mittelbau mit annähernd gleicher Geschwindigkeit in die entgegengesetzte Richtung dreht. Durch Hydraulikzylinder können die Hubarme während der Fahrt bis auf 40 Grad auf- und abgesenkt werden. Dadurch entsteht ein wellenartiges Fahrgefühl in einer Höhe bis zu 9 Meter.

## Stationäre Anlagen in Freizeitparks
| Name                 | Baunummer | Freizeitpark                    | Land                   | Öffnungsjahr | Bemerkungen                                       |
| -------------------- | --------- | ------------------------------- | ---------------------- | ------------ | ------------------------------------------------- |
| Adrenaline Test Zone |           | Calaway Park                    | Kanada                 |              |                                                   |
| Aigle Noir           |           | Ok Corral                       | Frankreich             |              |                                                   |
| Crazy Legs           |           | Six Flags Over Texas            | Vereinigte Staaten     | 2006         |                                                   |
| Crow's Nest          |           | Loudoun Castle                  | Vereinigtes Königreich |              |                                                   |
| Do-Si-Do             |           | Carowinds                       | Vereinigte Staaten     | 2017         |                                                   |
| Gator Bait           |           | Six Flags New Orleans           | Vereinigte Staaten     | 2000–2005    |                                                   |
| Goldcurse            |           | Drievliet                       | Niederlande            |              |                                                   |
| Kaleidoscope         | 26 365    | Dorney Park & Wildwater Kingdom | Vereinigte Staaten     | 2017         | Baujahr 1977, ehemalige Reiseanlage               |
| Le Diablo            |           | La Ronde                        | Kanada                 | 1978–2003    |                                                   |
| Mustang Runner       |           | Worlds of Fun                   | Vereinigte Staaten     | 2017         |                                                   |
| Scorpion             |           | Kraus-Park                      | Serbien                |              |                                                   |
| Scorpion             |           | Adventure Island                | Vereinigtes Königreich | 2001         |                                                   |
| Thrillbilly          |           | Six Flags Darien Lake           | Vereinigte Staaten     | 1979–1984    |                                                   |
| Tomahawk             |           | Attractiepark Slagharen         | Niederlande            | 1996         | Baujahr 1974                                      |
| Triple Play          |           | Six Flags Great America         | Vereinigte Staaten     | 1976         |                                                   |
| Triple Play          |           | California’s Great America      | Vereinigte Staaten     | 1976–2004    |                                                   |
| Triple Spin          |           | Kings Dominion                  | Vereinigte Staaten     | 2002         |                                                   |
| Troïka               |           | Bobbejaanland                   | Belgien                | 1982–2005    |                                                   |
| Troïka               |           | Fort Fun Abenteuerland          | Deutschland            | 1989–1995    |                                                   |
| Troïka               |           | Linnanmäki                      | Finnland               | 1974–1975    |                                                   |
| Troïka               |           | Särkänniemi                     | Finnland               | 1975         |                                                   |
| Troïka               |           | Cedar Point                     | Vereinigte Staaten     | 1976         |                                                   |
| Troïka               |           | Palace Playland                 | Vereinigte Staaten     |              |                                                   |
| Troïka               |           | Elitch Gardens                  | Vereinigte Staaten     | 1977         |                                                   |
| Troïka               |           | Kings Island                    | Vereinigte Staaten     | 1975         |                                                   |
| Troïka               |           | Fun Spot Amusement Park         | Vereinigte Staaten     |              |                                                   |
| Tumblebug            |           | Luna Park Sydney                | Australien             | 1995         |                                                   |
| Warp 2000            |           | Six Flags AstroWorld            | Vereinigte Staaten     | 1981–2005    |                                                   |
| Wellenreiter         | 26 733    | Hansa-Park                      | Deutschland            | 1978         | Im Park versetzt, seit 1987 am heutigen Standort. |
| Wild Flower          |           | Six Flags Great Adventure       | Vereinigte Staaten     | 1975–1977    |                                                   |
| Zig-Zag              |           | Flamingo Land                   | Vereinigtes Königreich | 1994–2006    |                                                   |